# Oscaruddelingen 1934
Oscaruddelingen 1934 var den sjette oscaruddeling hvor de bedste film fra 1932 og 1933 blev æret med oscarstatuetter af Academy of Motion Picture Arts and Sciences. Uddelingen fandt sted 16. marts på The Ambassador Hotel i Los Angeles, USA. Værten var Will Rogers, der også uddelte alle priserne.
Da Will Rogers uddelte prisen for bedste instruktør åbnede han kuverten og råbte "Come up and get it Frank!" (kom og hent den Frank). Frank Capra, der var sikker på han havde vundet, sprang op på scenen for at modtage oscaren, men Rogers mente Frank Lloyd, der vandt for Cavalcade. Rogers kaldte den sidste nominerede, George Cukor, op på scenen, muligvis for at nedtone Capras brøler.
Det var sidste gang at uddelingen strakte sig over 2 år.

## Priser
| Bedste Film | Bedste Instruktør |
| --- | --- |
| - Cavalcade - 42. gade - Farvel til våbnene - Jeg er en flygtning - Lady for en dag - Pigebørn - Henrik den Ottendes privatliv - She Done Him Wrong - To må man være - Lykkens Karrusel | - Frank Lloyd – Cavalcade - Frank Capra – Lady for en dag - George Cukor – Pigebørn |
| Bedste Mandlige Hovedrolle | Bedste Kvindelige Hovedrolle |
| - Charles Laughton – Henrik den Ottendes privatliv - Leslie Howard – Gengangeren på Berkeley Square - Paul Muni – Jeg er en flygtning                                                   | - Katharine Hepburn – Morning Glory - May Robson – Lady for en dag - Diana Wynyard – Cavalcade |
| Bedste Historie | Bedste Filmatisering |
| - Stillehavsnætter – Robert Lord - I kamp for kvinden – Frances Marion - Rasputin og Kejserinden – Charles MacArthur                                                                    | - Pigebørn – Victor Heerman og Sarah Y. Mason - Lady for en dag – Robert Riskin - Lykkens Karrusel – Paul Green and Sonya Levien |
| Bedste Fotografering | Bedste Scenografi |
| - Farvel til våbnene – Charles Bryant Lang, Jr. - Reunion in Vienna – George J. Folsey - Korsets tegn – Karl Struss                                                                     | - Cavalcade – William S. Darling - Farvel til våbnene – Hans Dreier og Roland Anderson - When Ladies Meet – Cedric Gibbons |
| Bedste Lydoptagelse | Bedste Assisterende Instruktør |
| - Farvel til våbnene – Franklin Hansen - 42. gade – Nathan Levinson - Gold Diggers – Nathan Levinson - Jeg er en flygtning – Nathan Levinson                                            | - Charles Barton – Paramount - Charles Dorian – MGM - Fred Fox – United Artists - Gordon Hollingshead – Warner Brothers - Scott Beal – Universal - Dewey Starkey – RKO - William Tummel – 20th Century Fox - Al Alleborn – Warner Brothers - Sid Brod – Paramount - Orville O. Dull – MGM - Percy Ikerd – 20th Century Fox - Arthur Jacobson – Paramount - Edward Killy – RKO - Joseph A. McDonough – Universal - William J. Reiter – Universal - Frank Shaw – Warner Brothers - Ben Silvey – United Artists - John S. Waters – MGM |
| Bedste Kortfilm, Komedie | Bedste Kortfilm, Nyhed |
| - So This Is Harris! – RKO Pictures - Mister Mugg – Universal Studios - A Preferred List – RKO Pictures                                                                                 | - Krakatoa – Educational Pictures - Menu – Pete Smith og MGM - Morze – Educational Pictures |
| Bedste Animerede Kortfilm | |
| - De tre små grise – Walt Disney og United Artists - Building a Building – Walt Disney og United Artists - The Merry Old Soul – Walter Lantz og Universal Studios                       | |

## Eksterne Henvisninger
1. ↑  McBride, Joseph, Frank Capra: The Catastrophe of Success. New York: Simon & Schuster 1992. ISBN 0-671-73494-6, s. 288-292, 294-296, 298-302, 309-310

- oscar legacys hjemmeside